# 愛新覺羅宗譜
愛新覺羅宗譜是專門記載清朝皇室的族譜，同時也是世界上最大的一本家譜。共分8冊，也就是星源吉慶、甲册、乙册、丙册、丁册、戊册、己册、庚册。星源吉慶記載的是皇帝的兒女及后妃，甲冊記載的是清太宗以下的子孫，乙、丙二冊記載的是清聖祖以下子孫，丁冊記載的是清顯祖以下子孫，戊、己、庚三冊記載的是清肇祖和清興祖以下子孫。

## 宗譜歷史
中國從以前就有修訂玉牒，也就是皇家宗譜的習慣。從1656年開始每10年編修一次玉牒，清朝總共編了26次，由於皇室人口眾多，到後期已經有數萬人，連玉牒也重達8公斤。
清朝最後一次修訂玉牒是在光緒33年(西元1907年)，而1912年清朝滅亡後，修訂玉牒一事擱置，直到1915年才通知各地愛新覺羅宗室報戶口，準備再次修訂玉牒。後來於1922年完成了修訂。
今日所看到的版本是1938年的版本。1935年，宗室熙洽向滿洲國皇帝溥儀奏請重修玉牒，溥儀在1936年8月下了一道聖旨，要求重修玉牒，修訂需要花費大筆的金錢，溥儀從恩賜款中支付，然後不足的部份再由宗室各自分擔。修訂玉牒主要是由朴厚、鐘繼、溥瀛、斌碹、今松喬、慶厚負責，除了參考1907年和1922年的玉牒外，還利用宗室各自修訂的族譜，再匯集之前的玉牒，編成今日所看到的8大冊(由於每冊又有細分，故其實有31冊)。
這些玉牒除了首卷轉錄自《清朝通志》的“愛新覺羅源流”之外，只包括例言、世系圖、世系譜（錄）3部分，與普通的民間家譜略有不同。子孫排行字語（字輩）作為譜錄的排列依據，融人在世系譜之中；一般族譜中的“告身（恩綸錄）”，記的是家族受到皇家賞賜；歷代皇室編有專門的《聖訓》，記述了歷代祖先對子孫的訓示，而《宗人府則例》，實際上是以國家立法形式出現的皇族“族規”，沒有一般族譜中的“家訓”部分；至於像科舉、傳記、墓圖、著述這幾部分，同樣因皇家各有專門的書籍，在《宗譜》中沒有必要重複記述。

## 宗譜內容
宗譜共分八冊，即星源吉慶和甲、乙、丙、丁、戊、己、庚。

### 星源集慶
星源集慶是整部宗譜的首冊，有目錄、世系圖及序言。主要記載清朝皇帝及直系祖先的生卒年及妻妾和子女之生卒年。

### 甲册
載錄自德宗景皇帝回推至太宗文皇帝等列位先帝之位下子孫，意即德宗景皇帝、穆宗毅皇帝、文宗顯皇帝、宣宗成皇帝、仁宗睿皇帝、高宗純皇帝、世宗憲皇帝、聖祖仁皇帝、世祖章皇帝、太宗文皇帝位下之子孫。

### 乙冊
乙冊記載清太祖前三子，即第一子貝勒褚英，第二子親王代善，第三子鎮國公阿拜之子孫。

### 丙冊
丙冊記載清太祖除乙冊的三子、清太宗和載入宗譜之末的三個兒子之外的九子，即第四子鎮國將軍湯古代，第五子莽古爾泰，第六子輔國公塔拜，第七子親王阿巴泰，第九子鎮國公巴布泰，第十子德格類，第十一子巴布海，第十二子阿濟格，第十三子輔國公賴慕布，第十四子親王多爾袞，第十五子親王多鐸，第十六子費揚果之子孫。

### 丁冊
丁冊記載清顯祖除清太祖之外的四子之子孫（宗室，即黃帶子）以及宗譜之末（覺羅，即紅帶子）：
- 太宗文皇帝位下第一子武肅親王豪格之第五子溫良郡王猛峨之第三子延信，此支降為紅帶子
- 太祖高皇帝位下第一子廣略貝勒褚英之第一子安平貝勒杜度之第六子追封懷湣貝子杜努文之第一子蘇努，此支降為紅帶子
- 太祖高皇帝位下第二子禮烈親王代善之第一子克勤郡王嶽托支下奉恩將軍興瑞之第一子全亮，此支降為紅帶子
- 太祖高皇帝位下第二子禮烈親王代善之第二子碩托，此支降為紅帶子
- 太祖高皇帝位下第二子禮烈親王代善之第三子穎毅親王薩哈廉之第一子阿達禮，此支降為紅帶子
- 太祖高皇帝位下第六子輔國厚公塔拜之第二子額克親之第六子額爾濟圖，此支降為紅帶子
- 太祖高皇帝位下第七子饒餘敏親王阿巴泰之第四子安郡王岳樂之第十九子務爾占，此支降為紅帶子
- 太祖高皇帝位下第五子莽古爾泰，此支降為紅帶子
- 太祖高皇帝位下第十子德格類，此支降為紅帶子
- 太祖高皇帝位下第十六子費揚果，此支降為紅帶子
- 顯祖宣皇帝位下第三子莊親王舒爾哈齊之第一子阿爾通阿之第一子舒爾赫宜，此支降為紅帶子
- 顯祖宣皇帝位下第三子莊親王舒爾哈齊之第二子已革貝勒阿敏支下塞胡之第二子拉哈禮，此支降為紅帶子
- 顯祖宣皇帝位下第三子莊親王舒爾哈齊之第二子已革貝勒阿敏之第二子愛度，此支降為紅帶子
- 顯祖宣皇帝位下第三子莊親王舒爾哈齊之第六子鄭獻親王濟爾哈朗支下揚桑阿第四子務能義，此支降為紅帶子
- 顯祖宣皇帝位下第三子莊親王舒爾哈齊之第九子瑙岱，此支降為紅帶子
- 顯祖宣皇帝位下第五子篤義剛果貝勒巴雅喇之第四子鞏阿岱，此支降為紅帶子
- 顯祖宣皇帝位下第五子篤義剛果貝勒巴雅喇之第五子錫翰，此支降為紅帶子
- 顯祖宣皇帝位下第五子篤義剛果貝勒巴雅喇之第八子德瑪護，此支降為紅帶子

### 戊册
- 景祖翼皇帝位下第一子武功郡王禮敦巴圖魯、第二子多羅慧哲郡王額爾袞、第三子多羅宣獻郡王齋堪及第五子多羅恪恭貝勒塔察篇古之子孫
- 興祖直皇帝位下第一子德世庫第一子素赫臣、第二子譚圖及第三子尼揚古之子孫
- 興祖直皇帝位下第三子劉闡第一子陸虎臣、第二子瑪英格及第三子門圖之子孫

### 己册
- 興祖直皇帝位下第三子索長阿之第一子履泰、第二子務泰、第三子綽奇阿注庫、第四子龍敦及第五子飛永敦之子孫

### 庚册
- 興祖直皇帝位下第五子包郎阿之第一子隋痕、第二子巴孫巴圖魯、第三子對秦及第四子郎騰之子孫
- 興祖直皇帝位下第六子寶實之第一子康嘉、第二子阿哈納、第三子阿篤齊及第四子多羅郭齊之子孫